# St. Jodokus (Wewelsburg)

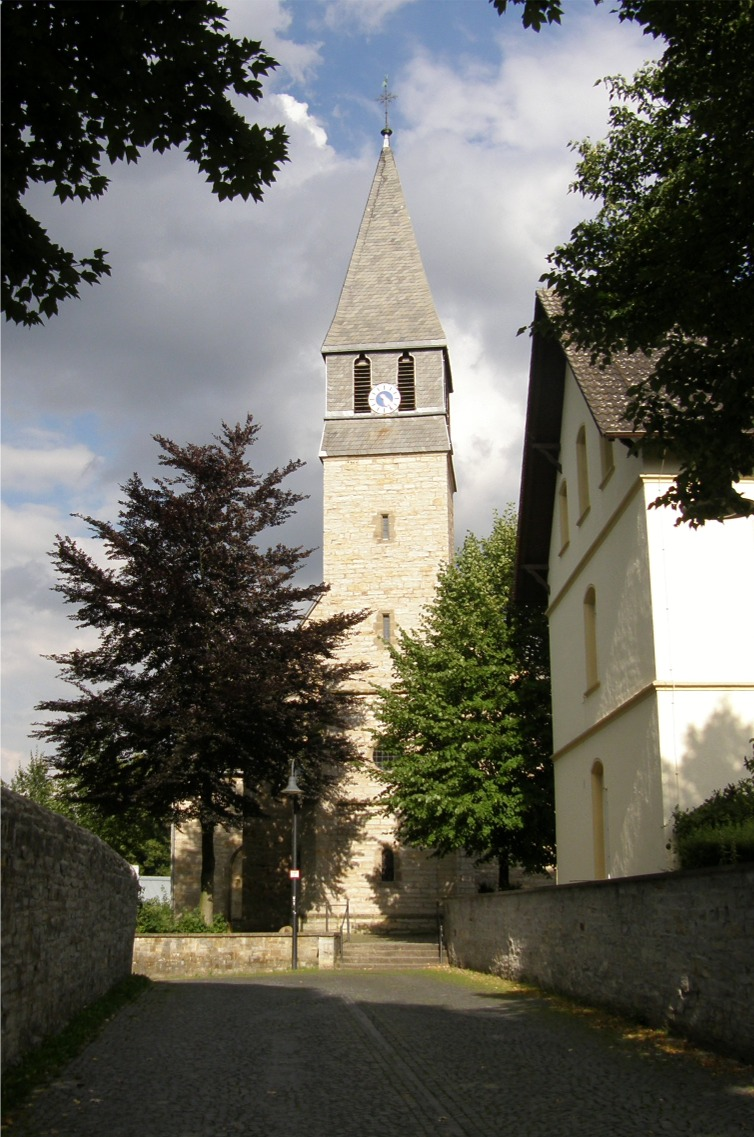
St. Jodokus mit dem Pfarrhaus (rechts)

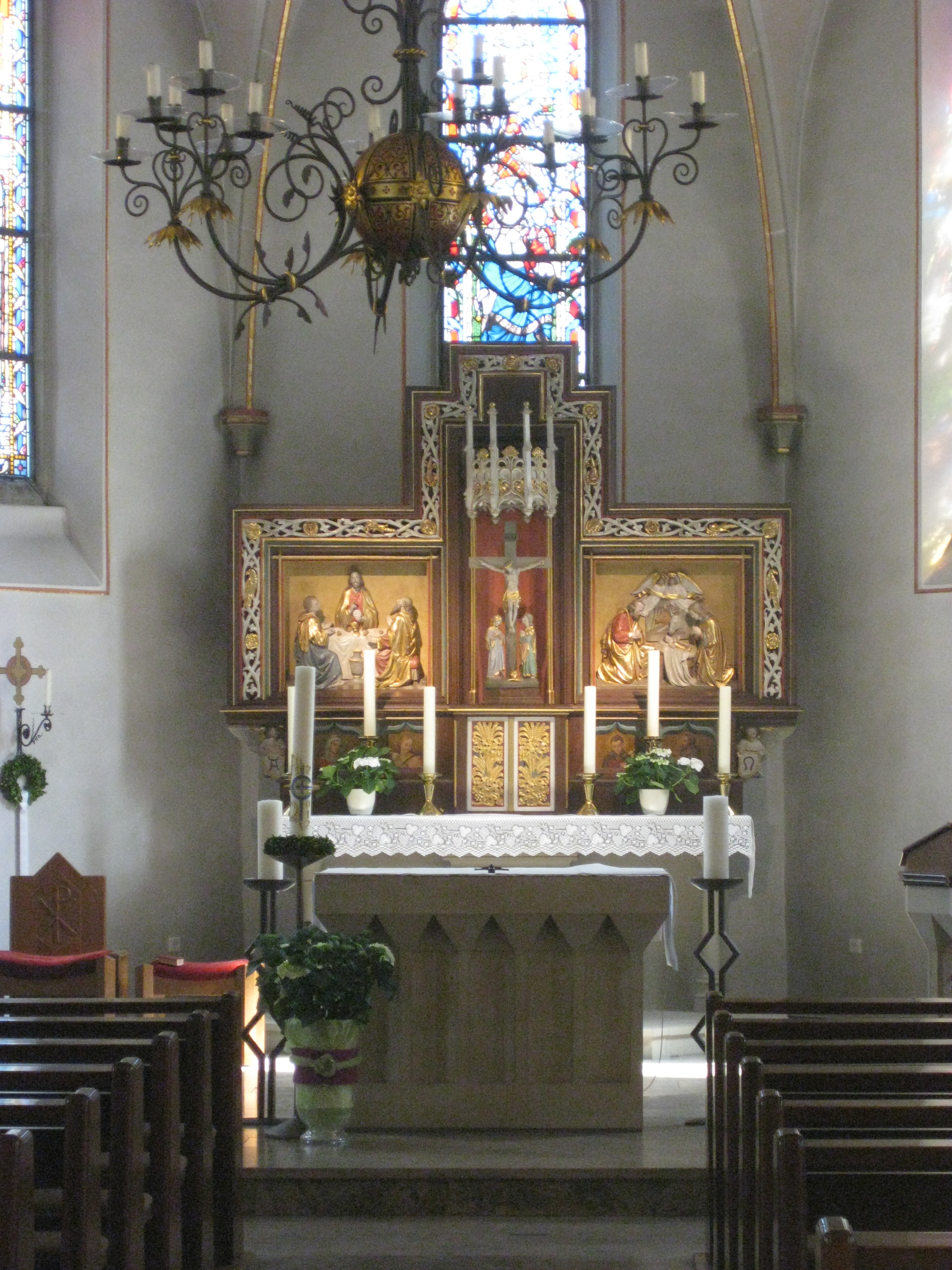
Altar der Kirche

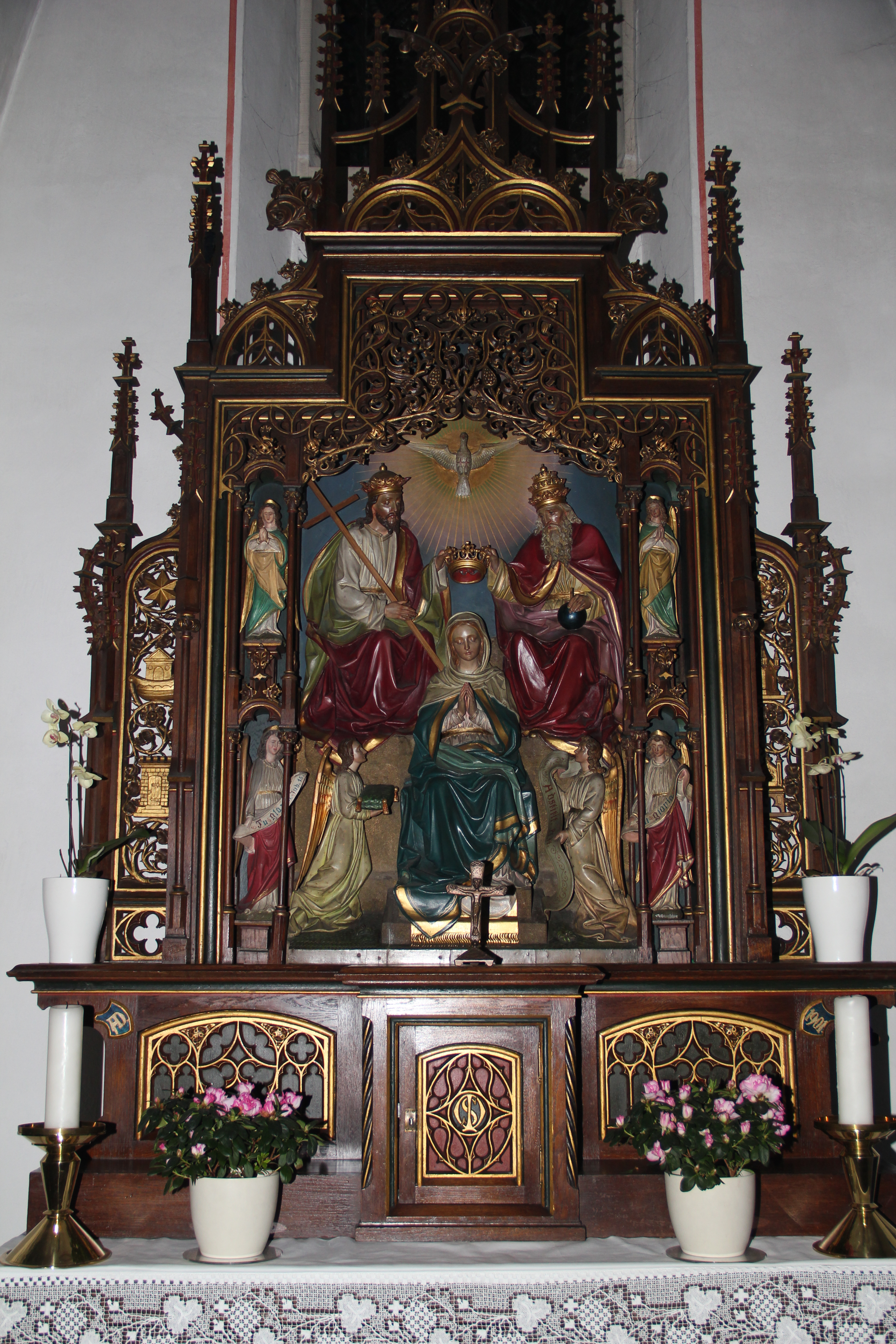
Rechter Seitenaltar

St. Jodokus ist eine römisch-katholische Kirche im Ortsteil Wewelsburg der ostwestfälischen Stadt Büren in Nordrhein-Westfalen. Sie zählt zum Erzbistum Paderborn, Dekanat Büren-Delbrück. Ihr Namenspatron ist der heilige Jodok.

## Baugeschichte und Architektur
Die Kirche wurde im 14. Jahrhundert zweischiffig im spätgotischen Stil erbaut. Sie liegt südöstlich der fürstbischöflichen Wewelsburg, im Bereich der Vorburg, und war ursprünglich Burgkapelle.
Gleichzeitig mit der Burg wurde sie von 1599 bis 1601 von Grund auf erneuert. 1884/85 wurde die Hallenkirche auf drei Schiffe erweitert und erhielt eine neugotische Ausstattung. Altar und Ambo stammen von 1984.
Am Turm befindet sich ein Wappen des Fürstbischofs Dietrich von Fürstenberg, das auf den Umbau um 1600 hinweist. Auf dem Kirchhof befindet sich ein Denkmal zum Gedächtnis an die Gefallenen des Ersten und Zweiten Weltkriegs.